# Mustela subpalmata
Mustela subpalmata là một loài động vật có vú trong họ Chồn, bộ Ăn thịt. Loài này được Hemprich & Ehrenberg mô tả năm 1833.